# Maximiliansforum

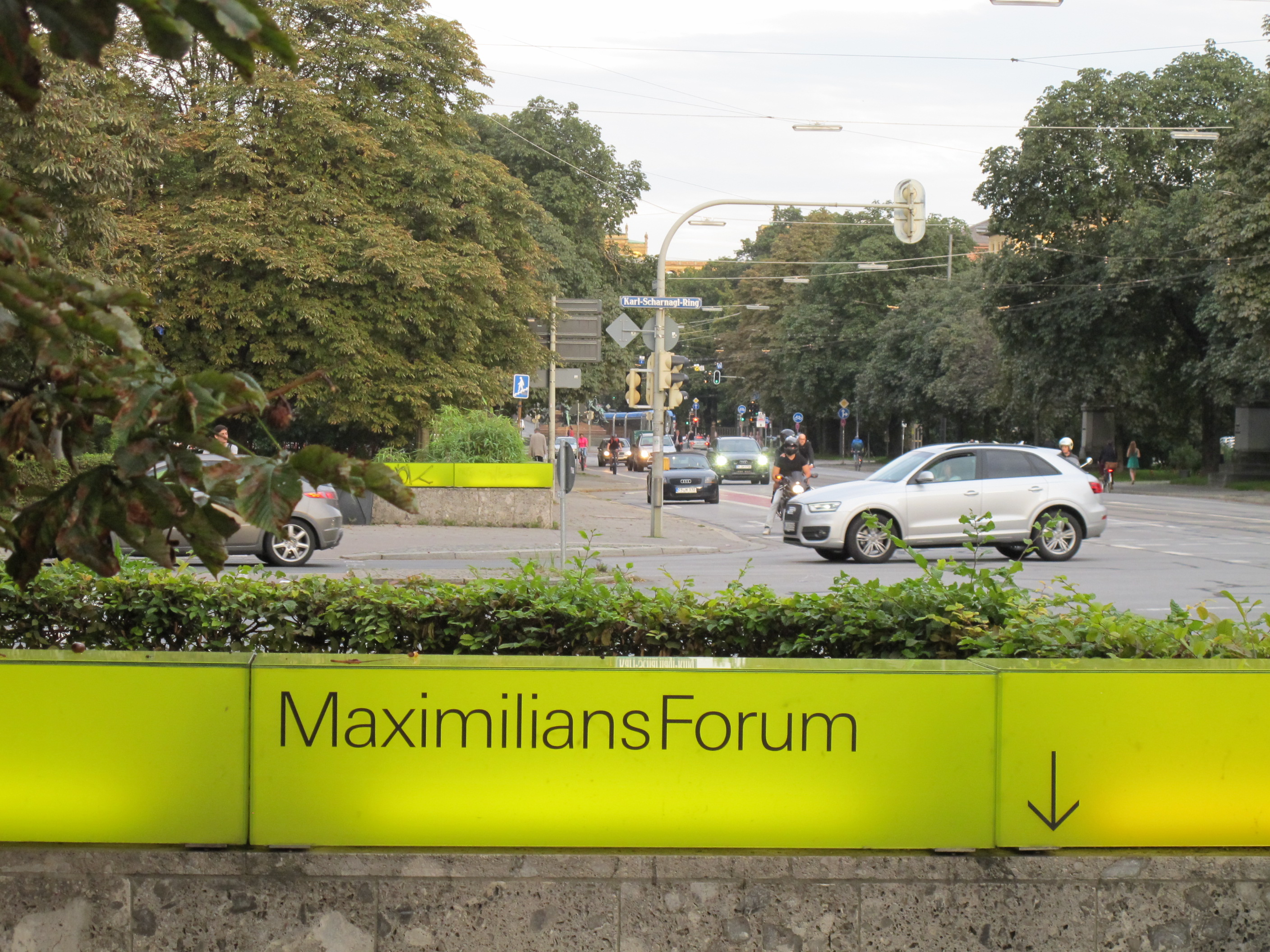
Eingang zum Maximiliansforum (2014)

Das Maximiliansforum (früher Kunstforum München und ZKMax) ist ein öffentlicher zugänglicher Ausstellungsraum für Kunst im Zentrum von München. Er befindet sich in einer Unterführung, die im Kreuzungsbereich der Maximilianstraße zum Altstadtring angelegt wurde. Das Maximiliansforum ist eine Einrichtung des Kulturreferates der Landeshauptstadt. In der unmittelbaren Umgebung befinden sich mehrere Museen, Galerien und Theater.

## Geschichte

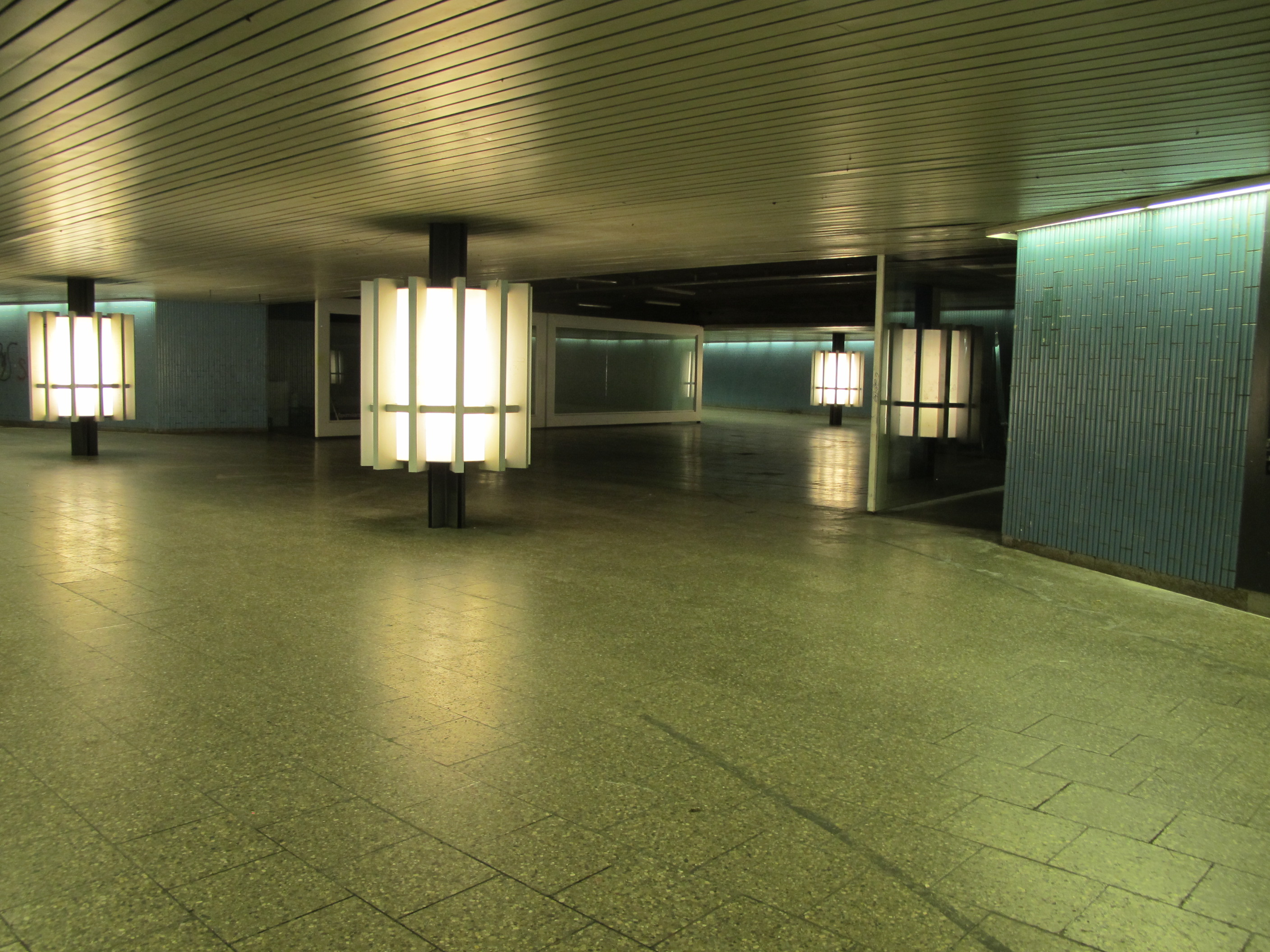
Die Unterführung zwischen zwei Ausstellungen

Die Unterführung wurde 1968 bis 1969 im Zuge der Verkehrskonzeption autogerechte Stadt angelegt. Dabei ergab sich ein achteckiger Abstellraum, der in der Folge von Kunstfreunden zunächst in Eigeninitiative als Ausstellungsraum genutzt wurde. Die Rolltreppen wurden inzwischen deaktiviert und begrünt.

### Ausstellungen unter der Regie des Lenbachhauses
1973 übernahm die Städtische Galerie im Lenbachhaus bis 1995 die Programmregie und machte die Passage unter dem Namen Kunstforum bekannt. In dieser Zeit wurde in der Unterführung unter anderem die Installation zeige deine Wunde von Joseph Beuys erstmals der Öffentlichkeit vorgestellt.

### Planungs- und Umbauphase
1998 und 1999 befasste sich der Münchner Stadtrat mit der Planung einer zukünftigen Nutzung der Unterführung und beschloss dabei den Schwerpunkt auf multimediale Projekte zu setzen und die Präsentation von angewandter Kunst, wie Werbung und Architektur zu ermöglichen. Auch eine Präsentation von wissenschaftlichen Themen, Planungsfragen und wirtschaftlichen Projekten war im Gespräch. Der damalige Kulturreferent der Stadt München, Julian Nida-Rümelin setzte sich für einen Schwerpunkt im Bereich Kunst ein. 1999 wurde die Passage erstmals mit dem Begriff Maximiliansforum bezeichnet. 2000 wurde sie vom Architekten Peter Haimerl für die Nutzung als öffentlicher Raum für Kunst umgestaltet.

### ZKMax
Zwischen 2003 und 2009 wurde die Passage in Kooperation mit dem Zentrum für Kunst und Medientechnologie (ZKM) in Karlsruhe unter dem Namen ZKMax genutzt. Die Zusammenarbeit wurde von Peter Weibel (Künstler) von Seiten des ZKM und Lydia Hartl, der damaligen Kulturreferentin der Stadt München, initiiert. Neben zahlreichen Ausstellungen und Aktionen rund um mediale Kunst ermöglichte diese Partnerschaft einen Zugang zum größten Medienkunst-Archiv der Welt über eine öffentliche online-Verbindung. Bis Mitte 2007 war diese Zusammenarbeit auch von beiden Seiten mit einer finanziellen Beteiligung verbunden, danach stellte die Landeshauptstadt München die Finanzierung aus ihren Mitteln zur Verfügung.

### Weitere Entwicklung
Seither betreibt die Stadt den Ausstellungsraum in Eigenregie und setzt dabei seit 2010 verstärkt auf interdisziplinäre Medienkunst. Der Maler Florian Süssmayr und der Designer Mirko Borsche waren ebenso in die Programmgestaltung einbezogen wie das Plattenlabel Gomma. Eine Profilierung als Begegnungsort für verschiedene Szenen aus den Bereichen Kunst, Design, Architektur, Performance, Theater, Film, Tanz und Musik war gewollt und die Gestaltung von Projekten speziell für die Räumlichkeit Maximiliansforum etablierte sich.

## Heutige Nutzung

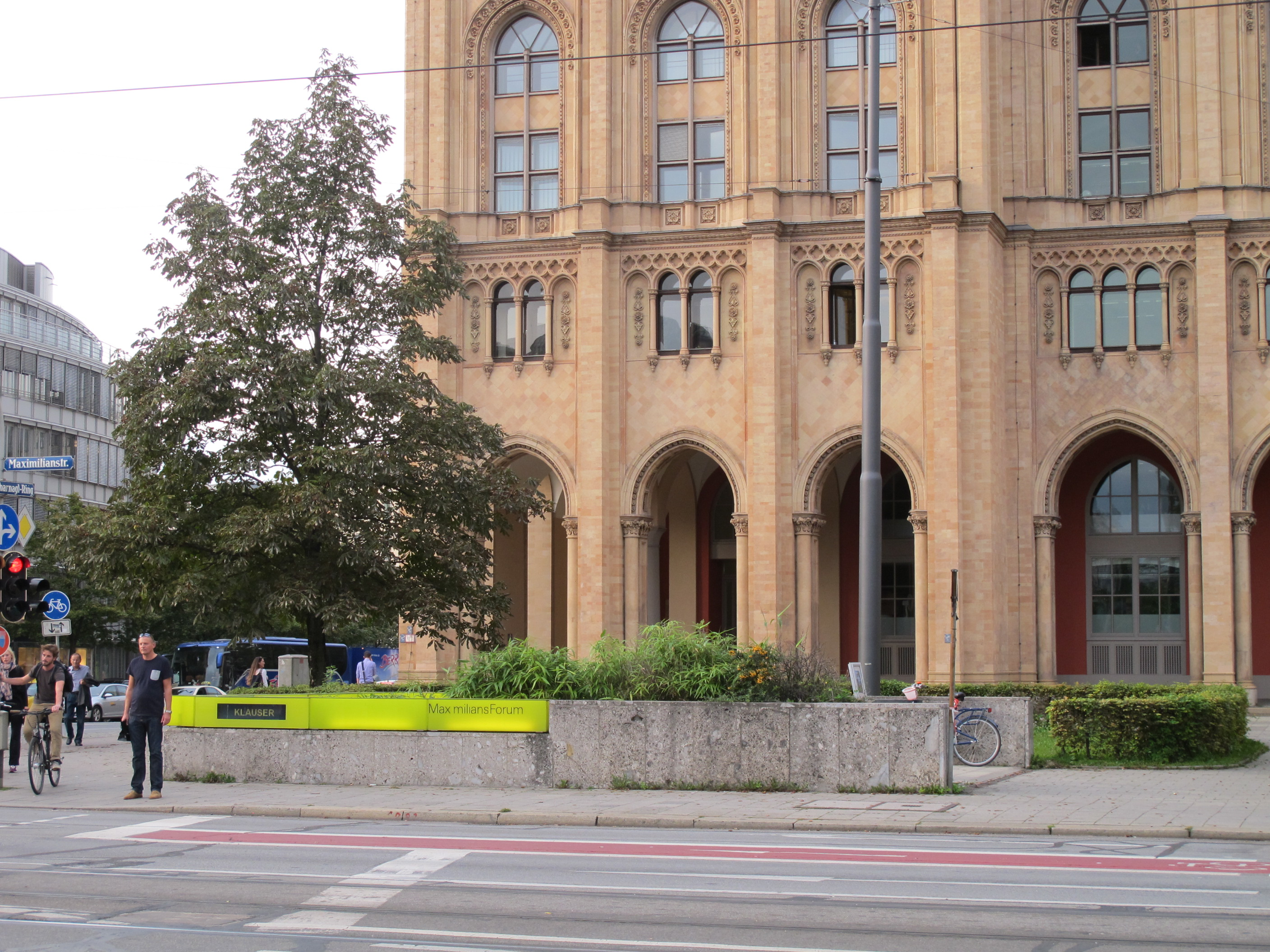
Blick über die Maximilianstraße auf den Abgang zum Maximiliansforum

Das Maximiliansforum wird heute als städtischer Ausstellungsraum genutzt. In erster Linie werden hier die angewandten Künste, wie Schmuck, Design, Mode und Architektur, präsentiert. Daneben werden interdisziplinäre Kunstprojekte und Performances gezeigt, im Rahmenprogramm finden teilweise Podiumsdiskussionen und Expertengespräche statt. Die Passage ist grundsätzlich frei zugänglich, zu einzelnen Veranstaltungen wird Eintritt erhoben. 2014 widmet sich das Maximiliansforum dem Thema Transforming Cities. Das Programm wird in Kooperation mit der Platform, einem Pilotprojekt des Referats für Arbeit und Wirtschaft, gestaltet. Das Maximiliansforum nimmt regelmäßig als Ausstellungsort an der Langen Nacht der Münchner Museen teil.

## Ausstellungen (Auswahl)
- 1971: Tautologus II: Blinky Palermo mit Wandmalereien und Luc Ferrari mit elektronischer Musik
- 1973: Plastiken von Franz Bernhard
- 1974: Plexiglasplastiken, Collagen und Grafiken von Heinz Gruchot
- 1976: zeige deine Wunde von Joseph Beuys
- 1978: 5 Bilder von Gerhard Merz
- 1980: Das Mehl von Stephan Huber
- 1981: Morgenrot und Dämmerung von Wolfgang Flatz
- 1983: upside down – Gefühlsstürze – oder die Grube des Wunderbaren von Hella Berent
- 1985: zeICHensetzung, Fisch + Schiff – leer + mehr von Kazuo Katase
- 1987: Munich Installation von Alice Aycock
- 1988: Quartett, Theaterstück von Heiner Müller
- 1989–90: universelle Ordnung von Urs Lüthi
- 1991: Berge versetzen von Christiane Möbus
- 1993: Jeder braucht mindestens ein Fenster von Isa Genzken
- 1995: als letzte Ausstellung unter der Regie des Lenbachhauses Geschenke an Architekten von Ralf Peters
- 2019: Utopien nach Maß von FURLAN BEELI